# Dragonborn
Dragonborn (с англ. — «Драконорождённый») — дебютный альбом российского хип-хоп-исполнителя и продюсера Big Baby Tape, выпущенный 16 ноября 2018 года на лейбле Warner Music Russia. Записан при участии Хаски, Boulevard Depo, i61, Jeembo, White Punk и других. Хип-хоп-портал The Flow поместил альбом на 13 строчку «50 отечественных альбомов 2018».

## Предыстория
Незадолго до релиза студийного альбома, было выпущено два сингла: «Wasabi» и «Flip Phone Twerk», изначально изданные отдельно от альбома.
После выпуска мини-альбома Hoodrich Tales, Big Baby Tape заявил о работе над новым музыкальным проектом, в дальнейшем получивший название Dragonborn.
На момент записи альбома в Интернет перидочески попадали различные отрывки песен Егора, большинство из которых не попали в окончательный трек-лист альбома.
Осенью 2018 года Big Baby Tape опубликовал отрывок музыкального видеоклипа на сингл «Flip Phone Twerk» сообщив о том, что его релиза не стоит ожидать.
Причиной так назвать свой альбом послужили несколько факторов: год рождения артиста — 2000, видеоигра, которую музыкант проходил на тот момент — The Elder Scrolls V: Skyrim — Dragonborn, а также ранее записанные треки «Hokage» и «Benzo Gang Money», преобладающие восточным звучанием.

## Релиз и продвижение
16 ноября 2018 года состоялся релиз альбома. Он был выпущен на лейбле «Warner Music Russia». В записи также приняли участие Boulevard Depo, Хаски, Jeembo, i61, White Punk и другие. А в качестве продюсеров выступили FrozenGangBeatz, Meep, White Punk, сам Big Baby Tape и многие другие.
Спустя несколько дней после релиза альбома, трек «Gimme The Loot» занял первую позицию в песенных чартах «Apple Music», «iTunes Store», «ВКонтакте», сместив последние релизы Федука и Элджея, а также опередив Sicko Mode от Трэвиса Скотта и Thank U, Next от Арианы Гранде на зарубежном портале Genius.
Спустя неделю после релиза, Dragonborn продался тиражом в 50 тысяч проданных эквивалентных единиц альбома на территории России и получил первую платиновую сертификацию от лейбла Warner Music Russia. На данный момент студийный альбом имеет тройной платиновый статус.
Сингл «Gimme The Loot» вышел отдельно от альбома 21 декабря 2018 года на Apple Music с цензурой.

## Участники записи
| Текст / вокал: - Big Baby Tape — треки 1—23 - Dope V — трек 7 - i61 — трек 9 - Loco OG Rocka — трек 11 - Хаски — трек 13 - Boulevard Depo — трек 17 - OG Prince — трек 19 - White Punk — трек 21 - Jeembo — трек 22 | Музыка: - FrozenGangBeatz — треки 1, 21 - White Punk — треки 1, 5, 21 - Meep — трек 2 - Keenanza — треки 3, 12 - DJ Tape — треки 4, 6, 7, 9, 10, 16—20, 22, 23 - Redeyes.smoker — трек 8 - Toreno — трек 11 - Nikitque — трек 13 - Highself — трек 14 - 6Silky — трек 15 - Jay Blow — треки 17, 18 - Tawer Dipsize — треки 4, 11 | Студия звукозаписи: - Sakura Records Сведение: - Big Baby Tape — треки 1 — 23 Мастеринг: - OG Prince — треки 1 — 23 Обложка: - Shulya |

## Список композиций
Адаптировано с сервиса Tidal.
| №                   | Название                                  | Автор(ы)                               | Продюсеры                                                                       | Длительность |
| ------------------- | ----------------------------------------- | -------------------------------------- | ------------------------------------------------------------------------------- | ------------ |
| 1.                  | «DB Intro»                                | Егор Олегович Ракитин                  | Даниил Александрович Бумагин Егор Олегович Ракитин Иван Владимирович Постольник | 1:05         |
| 2.                  | «Dragonborn»                              | Ракитин                                | Павел Сергеевич Сочнев                                                          | 3:09         |
| 3.                  | «ACAB»                                    | Ракитин                                | Кинан Манреза                                                                   | 2:10         |
| 4.                  | «Benzo Gang Money»                        | Ракитин                                | Ракитин                                                                         | 2:39         |
| 5.                  | «Wasabi»                                  | Ракитин                                | Бумагин                                                                         | 2:55         |
| 6.                  | «Project X»                               | Ракитин                                | Ракитин                                                                         | 1:48         |
| 7.                  | «Vampire Type Bitch» (при участии Dope V) | Ракитин Владислав Александрович Кобзев | Ракитин                                                                         | 3:10         |
| 8.                  | «Blast!»                                  | Ракитин                                | Егор Артёмович Красноглазов                                                     | 1:57         |
| 9.                  | «Boyz From The Hood» (при участии i61)    | Ракитин Фёдор Юрьевич Оралов           | Ракитин                                                                         | 3:03         |
| 10.                 | «Hokage»                                  | Ракитин                                | Ракитин                                                                         | 2:53         |
| 11.                 | «1000 Shells» (при участии Loco OG Rocka) | Ракитин Игорь Вячеславович Петров      | Даниил Дмитриевич Рогозин                                                       | 3:10         |
| 12.                 | «Cream Soda»                              | Ракитин                                | Ракитин Манреза                                                                 | 3:16         |
| 13.                 | «98 Flow» (при участии Хаски)             | Дмитрий Николаевич Кузнецов Ракитин    | Никита Игоревич Казак                                                           | 3:56         |
| 14.                 | «Hot Wigga»                               | Ракитин                                | Кирилл Игоревич Коряковский                                                     | 2:09         |
| 15.                 | «Flip Phone Twerk»                        | Ракитин                                | Марсел Лейн                                                                     | 2:20         |
| 16.                 | «MILF»                                    | Ракитин                                | Ракитин                                                                         | 2:47         |
| 17.                 | «Konichiwa» (при участии Boulevard Depo)  | Артём Сергеевич Кулик Ракитин          | Арсен Алаудинович Гасанбеков Ракитин                                            | 2:58         |
| 18.                 | «Gucci Kandelaki 2016»                    | Ракитин                                | Гасанбеков Ракитин                                                              | 2:13         |
| 19.                 | «Hadouken!» (при участии OG Prince)       | Ракитин Кирилл Назарович Хубетов       | Ракитин                                                                         | 3:39         |
| 20.                 | «Gimme The Loot»                          | Ракитин                                | Ракитин                                                                         | 2:20         |
| 21.                 | «Coldfront» (при участии White Punk)      | Даниил Александрович Бумагин Ракитин   | Бумагин                                                                         | 2:09         |
| 22.                 | «Hard 2 Kill» (при участии Jeembo)        | Давид Вачаганович Джангирян Ракитин    | Ракитин                                                                         | 3:00         |
| 23.                 | «DB Outro»                                | Ракитин                                | Ракитин                                                                         | 1:37         |
| Общая длительность: | Общая длительность:                       | Общая длительность:                    | Общая длительность:                                                             | 60:34        |

## Чарты
| Чарты (2018)         | Высшая позиция |
| -------------------- | -------------- |
| Россия (Apple Music) | 1              |
| Россия (iTunes)      | 2              |

## Факты
- Трек «Gimme The Loot» изначально должен был содержать гостевой куплет от Boulevard Depo[12].
- Трек «Project X» вошёл в состав альбома Dragonborn, но по техническим причинам вышел немного позже.
- Во время записи альбома Big Baby Tape по концепции ориентировался на альбом Dr. Dre The Chronic[12].
- Слава КПСС записал собственную версию альбома Dragonborn под названием Donbassborn[13].

## Комментарии
1. ↑  2000 год — год дракона.